# I'll Be (Mr. Children)
I'll Be è un brano musicale del gruppo musicale giapponese Mr. Children, pubblicato come loro diciassettesimo 

singolo il 12 maggio 1999, ed incluso nell'album Discovery. Il singolo ha raggiunto la prima posizione della classifica Oricon dei singoli più venduti in Giappone, vendendo 194.770copie. Il brano è stato utilizzato come tema musicale degli spot televisivi della Shiseido.

## Tracce
CD Singolo TFDC-28102
1. I'll be
2. Surrender

## Classifiche
| Classifica (1999) | Posizione più alta |
| ----------------- | ------------------ |
| Giappone (Oricon) | 1                  |